# Hot Shot Tottenham!
A "Hot Shot Tottenham!" egy kislemez, amelyet a Tottenham Hotspur angol labdarúgócsapat a Chas & Dave zenei társulat közreműködésével adott ki, hogy megünnepeljék a csapat 1987. évi FA-Kupa döntőjébe jutását (amelyet a Tottenham elvesztett a Coventry City ellen 3-2-re). Elérte a 18. helyet az Egyesült Királyság Singles Chart listáján. 